# Annely Juda
Pour les articles homonymes, voir Juda.
Annely Juda, née Anneliese Emily Brauer le 23 septembre 1914 à Cassel et morte le 13 août 2006 à Londres, est une marchande d'art allemande.
Elle est connue pour avoir fondé la galerie d'art Annely Juda Fine Arts à Londres. Anthony Caro, David Hockney, Suzanne Treister, Eduardo Chillida ou encore Leon Kossoff y étaient des artistes notables.
Annely Juda a également permis à des artistes japonais de percer sur le marché londonien, tels que Tadashi Kawamata et Saito Yoshishige.